# Ayi Kwei Armah
Ayi Kwei Armah (n. 28 octombrie 1939, Sekondi-Takoradi⁠(d), Ghana) este un scriitor ghanez.